# Gemeinden im St. Galler Rheintal
In der Tabelle Gemeinden im St. Galler Rheintal sind alle im geografischen Gebiet angesiedelten Gemeinden alphabetisch aufgelistet.
- Die Geografie bezieht sich auf die Bedingungen: ist eine Gemeinde, ist im Kanton St. Gallen, ist im Rheintal.
- Für eine Liste der Gemeinden im politischen St. Galler Rheintal siehe:  Wahlkreis Rheintal

| Wappen         | Name der Gemeinde | BFS Nr. | Einwohner (31. Dezember 2023) | Fläche in km² | Region              | Urkundlich erwähnt als    | Jahr                | Bild                |
| -------------- | ----------------- | ------- | ----------------------------- | ------------- | ------------------- | ------------------------- | ------------------- | ------------------- |
| Altstätten     | Altstätten        | 3251    | 12'456                        | 39.11         | Rheintal            | villa nominata Altsteti   | 853                 |                     |
| Au             | Au                | 3231    | 8481                          | 4.69          | Rheintal            | Diken Auwe                | 1316                |                     |
| Bad Ragaz      | Bad Ragaz         | 3291    | 6835                          | 25.37         | Sarganserland       | Hof Ragaz                 |                     |                     |
| Balgach        | Balgach           | 3232    | 5139                          | 6.52          | Rheintal            | Palgaa                    | 890                 |                     |
| Berneck        | Berneck           | 3233    | 3989                          | 5.63          | Rheintal            | Farniwang                 | 892                 |                     |
| Buchs          | Buchs             | 3271    | 13'931                        | 15.95         | Werdenberg          | Pogio                     | 765                 |                     |
| Diepoldsau     | Diepoldsau        | 3234    | 6928                          | 11.28         | Rheintal            | Thiotpoldesouva           | 890                 |                     |
| Eichberg       | Eichberg          | 3252    | 1571                          | 5.43          | Rheintal            | Hermentines               | 891                 |                     |
| Gams           | Gams              | 3272    | 3711                          | 22.28         | Werdenberg          | Campesias                 | 835                 |                     |
| Grabs          | Grabs             | 3273    | 7402                          | 54.64         | Werdenberg          | Quaravedes                | 841                 |                     |
| Marbach        | Marbach           | 3253    | 2118                          | 4.42          | Rheintal            | Marahbach                 | 831                 |                     |
| Oberriet       | Oberriet          | 3254    | 9291                          | 34.51         | Rheintal            | Cobolo                    | 891                 |                     |
| Rebstein       | Rebstein          | 3255    | 5051                          | 4.26          | Rheintal            | Rebistain                 | 1270                |                     |
| Rheineck       | Rheineck          | 3235    | 3516                          | 2.18          | Rheintal            | castellum Rinegge         | 1163                |                     |
| Rüthi          | Rüthi             | 3256    | 2542                          | 9.34          | Rheintal            | Ruti                      | 1160                |                     |
| Sennwald       | Sennwald          | 3274    | 6269                          | 41.53         | Werdenberg          | in silvam vocatam Sennius | 820                 |                     |
| Sevelen        | Sevelen           | 3275    | 5392                          | 30.34         | Werdenberg          | Seuellun                  | 1208                |                     |
| St. Margrethen | St. Margrethen    | 3236    | 6558                          | 6.85          | Rheintal            | sant Margarethen          | 1384                |                     |
| Thal           | Thal              | 3237    | 7097                          | 9.58          | Rheintal            | curtis tale               | 1163                |                     |
| Wartau         | Wartau            | 3276    | 5496                          | 41.74         | Werdenberg          | Wartow                    | 1342                |                     |
| Widnau         | Widnau            | 3238    | 10'337                        | 4.20          | Rheintal            | Ibirinesouva              | 891                 |                     |
| Sargans        | Sargans           | 3296    | 6522                          | 9.48          | Sarganserland       | Senegaune                 | 765                 |                     |
| Vilters-Wangs  | Vilters-Wangs     | 3297    | 5057                          | 32.70         | Sarganserland       | Severgall                 |                     |                     |
|                | Total (23)        |         | 145.689                       | 412,45 km²    | = 353 Einwohner/km² | = 353 Einwohner/km²       | = 353 Einwohner/km² | = 353 Einwohner/km² |